# Frank Layden
Frank Layden (ur. 5 stycznia 1932 w Nowym Jorku, zm. 9 lipca 2025) – amerykański trener akademicki oraz NBA, komentator sportowy, wybierany trenerem oraz menedżerem roku NBA.
Rok po ukończeniu college'u rozpoczął swoją pracę trenerską. Został trenerem drużyny szkolnej z liceum Long Island. Kiedy obejmował stanowisko zespół legitymował się rezultatem 0–16, trzy lata później zdobył mistrzostwo hrabstwa. W 1968 objął stanowisko głównego trenera na swojej byłej uczelni – Niagara University. Po jego wodzą Purple Eagles dostali się dwukrotnie do turnieju NCAA. 
W 1976 jego były kolega z drużyny akademickiej, Hubie Brown zaproponował mu objęcie posady asystenta w prowadzonym przez niego zespole Atlanty Hawks. W ten sposób trafił w szeregi trenerów National Basketball Association. Trzy lata później został zatrudniony przez klub New Orleans Jazz na stanowisko głównego menedżera. W 1981 połączył tę funkcję ze stanowiskiem głównego trenera zespołu, zastępując na nim Toma Nissalke. Karierę trenerską zakończył w trakcie rozgrywek 1988/1989, jego miejsce zajął wtedy Jerry Sloan. Layden nadal pozostał jednak w klubowym burze. Z czasem został prezydentem Jazz. Klub z Salt Lake City opuścił definitywnie pod koniec 1999, po 20. latach pracy.
W 1984 zdobył aż trzy nagrody, trenera roku, menedżera roku oraz J. Walter Kennedy Citizenship Award, za działalność charytatywną.

## Osiągnięcia
Trener
- Trener Roku NBA (1984)[2]
- Zdobywca nagrody J. Walter Kennedy Citizenship Award (1984)[6]
- Wybrany do Buffalo Sport Hall Of Fame (2000)[4]
- Trener drużyny Zachodu podczas meczu gwiazd Legend NBA (1993)[7]

Menedżer
- Menedżer Roku (1984)[3]